# Bataille de Staffarda
Guerre de la ligue d'Augsbourg
Batailles
- Philippsbourg (1688)
- Sac du Palatinat (1689)
- Baie de Bantry (1689)
- Mayence (1689)
- Walcourt (1689)
- Fleurus (1690)
- Cap Béveziers (1690)
- La Boyne (1690)
- Limerick (1690)
- Staffarda (1690)
- Québec (1690)
- Coni (1691)
- Mons (1691)
- Leuze (1691)
- Aughrim (1691)
- La Hougue (1692)
- Namur (1692)
- Steinkerque (1692)
- Lagos (1693)
- Neerwinden (1693)
- La Marsaille (1693)
- Charleroi (1693)
- Saint-Malo (1693)
- Rivière Ter (1694)
- Camaret (1694)
- Texel (1694)
- Dieppe (1694)
- Bruxelles (1695)
- Namur (1695)
- Dogger Bank (1696)
- Carthagène (1697)
- Barcelone (1697)
- Baie d'Hudson (1697)

La bataille de Staffarde (18 août 1690) en Italie est une des batailles les plus sanglantes du conflit qui opposa Louis XIV au duc de Savoie, Victor-Amédée II, qui avait refusé de céder la citadelle de Turin au roi de France en signe de fidélité. Elle se conclut par une victoire française sur la Ligue d'Augsbourg.
Le nom italien « Staffarda » est francisé en « Staffarde » selon l'usage français de l'époque.
La bataille se déroula près de l'abbaye de Staffarda, un lieu d'une grande valeur historique et culturelle, dont elle tire son nom. Victor-Amédée II attendait l'arrivée des troupes impériales, qui auraient pu modifier l'issue de la bataille et le sort même du duché, mais quand il apprit le nombre effectif des troupes de Nicolas de Catinat, seulement 18 000 hommes, il pensa pouvoir l'affronter sans aide de l'Espagne. Le général Eugène de Savoie, ainsi que le marquis de Louvigny, commandant des troupes espagnoles, n'étaient pas du même avis. Mais Victor-Amédée, n’écoutant que son enthousiasme, attaqua immédiatement. 
Le terrain était boueux et malsain. Victor-Amédée voulut aligner ses troupes sur deux rangs, faisant passer l'aile droite sur un terrain marécageux et celle de gauche au bord du Pô. Le centre des troupes était constitué de la fine fleur de la cavalerie espagnole et savoyarde. Il fit occuper les fermes autour de Staffarda. À l'inverse, il ne jugea pas nécessaire de contrôler une vieille digue, pourtant importante pour toucher le flanc français. Il laissa trop d'espace libre entre les fermes, ce qui aurait permis à Catinat de pénétrer les lignes savoyardes. 
Catinat ordonna à ses dragons de traverser les troupes postées pour défendre les fermes : les Savoyards furent impressionnés par l'avancée ennemie, et durent se retirer. Victor-Amédée combattit sans relâche pour reprendre ses positions, mais désormais le général de San Silvestre avait réussi à s'immiscer au milieu du champ de bataille, et l'issue du conflit semblait irrévocable. Tandis que cela se passait, Catinat ordonna à la seconde ligne d'avancer : l'impact fut si dur qu'il dispersa le front savoyard et Victor-Amédée dut ordonner la retraite.
La retraite de l'armée savoyarde fut défendue par les Gardes et les carabiniers de Savoie, pendant que le gros de la troupe se repliait sur Carignano et Moncalieri.
Les Savoyards et les Espagnols perdirent 4 000 hommes, 1 200 furent faits prisonniers et 1 500 furent blessés. Parmi les pertes se trouvaient onze canons et beaucoup de drapeaux. Profitant du succès, Catinat occupa Savigliano et Saluzzo. 

## Crédit d'auteurs
- (it) Cet article est partiellement ou en totalité issu de l’article de Wikipédia en italien intitulé « Battaglia di Staffarda » (voir la liste des auteurs).